# Matulu

Matulu est un magazine culturel mensuel, fondé en 1971 et dirigé par Michel Mourlet jusqu’en 1974. Après un silence de plus de dix années, il reparut en 1986, dirigé cette fois par Grégoire Dubreuil, pour onze numéros seulement.

## Concept
Le titre « Matulu » a été inventé par Jean Cocteau (à l'époque des pâtes Lustucru) et légué par l'un de ses exécuteurs testamentaires, André Fraigneau, à Michel Mourlet, qui en demeure le seul propriétaire. 
Du point de vue du format et de l’aspect général, ce magazine offrait la particularité unique à l’époque, mais reprise plus tard par d’autres, d’être un périodique mensuel présenté comme un tabloïd (½ quotidien classique) sur papier journal, de qualité d’ailleurs assez médiocre pour raison d’économie. À l’exception du numéro 9 de Noël 1971, dont la « une » fut illustrée comme une couverture par l’affichiste Savignac, les dix premiers numéros affichèrent une première page avec gros titres semblable à celle d’un quotidien. Dès le n° 11, la « une » fut traitée en couverture, d’abord en noir, puis avec passage d’une couleur, ornée d’un dessin ou d’une photographie et de l’indication du dossier ou de l’article vedette. À partir du n° 16, un sommaire plus complet figura sur une colonne, à droite de l’illustration.

## Financement
Le financement du journal, juridiquement adossé à une association, et qui avait son siège et ses bureaux loués dans le 9e arrondissement de Paris, fut d’abord et durant un certain temps assuré par les cotisations de plusieurs de ses collaborateurs, puis par les abonnements et la publicité. Le tirage était de 15 000 exemplaires, distribués par les NMPP. Toutes les collaborations étaient bénévoles, la seule personne rémunérée étant le secrétaire de rédaction. Les comptes étaient en équilibre. Cependant, Michel Mourlet recherchait un financement plus important pour développer le potentiel du magazine et, ne le trouvant pas, décida d’arrêter l’expérience au moins provisoirement ; puis, en ce qui le concernait, définitivement.

## Principaux collaborateurs
Jusqu'à l'arrêt de sa parution en 1974, la rédaction en chef et la direction effective du magazine ont été assurées par Michel Mourlet, qui en confia la responsabilité juridique de directeur de la publication à J.-P. Martinet. De nombreux collaborateurs réguliers ou épisodiques de Matulu y firent leurs premières armes et se firent connaître par la suite, soit dans le journalisme, soit dans d’autres domaines de la culture. Jacqueline Ury, qui devait diriger la page gastronomique du Parisien, Alfred Eibel, Jacques Lourcelles, Jean-Pierre Martinet et Michel Marmin (qui venaient de l’audiovisuel), Alain Ferrari (qui y demeura), Yves Martin le poète, Roland Duval, le cinéphile (qui devait travailler comme Lourcelles avec Pascal Thomas), Philippe Beaussant, beaucoup d’autres. Des journalistes chevronnés participèrent à l’aventure : Gilbert Chateau, du Progrès de Lyon, titulaire de la chronique théâtrale, Jean-Pierre Dorian, chroniqueur mondain, Anne Germain de La Dépêche du Midi, chef des pages féminines et de loisirs, Bernard Gavoty du Figaro; des artistes : Roger Chapelain-Midy, Henri Héraut, Savignac, Michel Ciry, Pierre Fresnay, une cantatrice de l’Opéra de Paris qui, sous un pseudonyme ionescien, critiquait sa propre Maison sans vergogne. Abel Gance donna des inédits. Le président Bourguiba s’y fit le chantre d’une « Francophonie sans complexe » et Edgar Faure de Paul Valéry.
Enfin, parmi les écrivains de l’époque, nombreux furent ceux qui collaborèrent à Matulu : François Billetdoux, Jean Dutourd, Roger Caillois, Jean Cau, Joseph Delteil, Michel Déon, Guy Dupré, Étiemble, André Fraigneau, Pierre Grimal, Pierre Gripari, Roger Judrin, Ernst Jünger, Jacques Laurent, Gabriel Matzneff, Henry de Montherlant, Paul Morand, Georges Perros, Francis Ponge, etc.

## Liste des dossiers ou numéros spéciaux
- N° 1 : La Francophonie - Roger Judrin
- N° 2 : Roger Caillois
- N° 3 : Etiemble
- N° 4 : Georges Perros
- N° 5 : Paul Valéry (Centenaire)
- N° 6 : Arno Breker
- N° 7 : Gabriel Matzneff
- N° 8 : Alexandre Vialatte
- N° 9 : Ernst Jünger - Spécial Noël
- N° 10 : Henri Calet
- N° 11 : Jean Dutourd
- N° 12 : Henry de Montherlant
- N° 13 : Joseph Delteil
- N° 14 : Paul Morand
- N° 15 : Yassu Gauclère
- N° 16 : Valery Larbaud
- N° 17 : Gustave Roud
- N° 18 : Chapelain-Midy
- N° 19 : Roger Nimier
- N° 20 : Maurice Barrès
- N° 21 : Maurice Sachs
- N° 22 : Michel Ciry
- N° 23 : Albert t'Serstevens
- N° 24 : Robert Lévesque
- N° 25 : Louis Hémon
- N° 26 : Pierre Loti
- N° 27 : Michel Déon
- N° 28 : Albert Cossery – Hansi
- N° 29 : Cardinal de Retz
- N° 30 : Léo Malet

## Sources bibliographiques
- Les 30 numéros de Matulu.
- Un chapitre, « L’aventure de Matulu, Histoire d’un magazine », figure dans Crépuscule de la modernité de Michel Mourlet, Éd. Trédaniel, Paris, 1989.
- Instants critiques, "Avant-Propos", Michel Mourlet, Alexipharmaque, 2011.
- Une Vie en liberté, par Michel Mourlet, et en particulier le chapitre "Les années Matulu" pp. 209 à 224, Séguier, 2016
- La République n'a pas besoin de savants, par Michel Marmin, Éditions Pierre-Guillaume de Roux, 2017
- Matulu, journal rebelle, anthologie établie et présentée par François Kasbi, Éditions de Paris-Max Chaleil, 2017
- Entretien avec Michel Mourlet, propos recueillis par F. Kasbi, Dossier "Matulu", Livr'Arbitres N° 24,  automne 2017